# БелАЗ-549В
БелАЗ-549В — опытный карьерный самосвал грузоподъёмностью 120 тонн с активным полуприцепом и газотурбинным двигателем, построенный на Белорусском автомобильном заводе в 1969 году в единственном экземпляре. Самый крупный самосвал в СССР на момент постройки.

## История
Пятилетний план 1966—1970 годов предписывал Белорусскому автозаводу разработать карьерные самосвалы грузоподъёмностью 100 тонн и выше. Главной проблемой, с которой столкнулись конструкторы, стало отсутствие двигателя нужной мощности (на тот момент в СССР не выпускали дизелей мощностью 1000 л. с.), поэтому было решено провести эксперимент и установить на грузовик вертолётный ГТД мощностью 1200 л. с. К преимуществам ГТД относились меньшие размеры, масса и токсичность (по результатам испытаний НАМИ ГТД мощностью 1200 л. с. имел в 10 раз меньшую токсичность в рабочем режиме по сравнению с дизелем аналогичной мощности). При работе в карьере токсичность имеет особое значение из-за скопления выбросов. Специалисты из НАМИ провели расчёты и подтвердили, что испытания ГТД на особо тяжёлом карьерном самосвале целесообразны. В 1969 году постройка самосвала завершилась.
Из-за высокой стоимости эксплуатации и малого ресурса авиационного ГТД (около 3000—4000 часов по сравнению с 15 000—20 000 часов для дизеля), а также из-за необходимости в специальном топливе (авиационный керосин), дальнейшую работу по проекту решили свернуть, и к экспериментам с газотурбинными двигателями на БелАЗе не возвращались до 2018 года.

## Конструкция
БелАЗ-549В представлял из себя автопоезд с активным полуприцепом и электрической передачей: ГТД приводил в движение генератор, а полученный ток направлялся на электродвигатели заднего моста тягача и моста полуприцепа.

### Силовая установка
Силовая установка самосвала, получившая обозначение НАМИ-0138, состояла из воздухоочистителя, вертолётного ГТД ТВ2-117, редуктора для приведения в действие вспомогательных устройств и силового генератора.
Для очистки воздуха применялись два одноступенчатых воздухоочистителя типа «Циклон» диаметром 90 мм. Блоки воздухоочистителя, расположенные по бокам передней части грузовика, имели глушители: трубчатый и клиновидный. Система обслуживалась двумя пылеотсосными вентиляторами ЦУ-76 с приводом от турбины, разработанными на ЦАГИ.
Турбовинтовой двигатель ТВ2-117, предназначенный для установки на вертолёты Ми-8, разработали на заводе им. Климова, и с 1967 года выпускали на Пермском моторном заводе.

### Система шумоглушения
Исследования, проведённые на заводе им. Климова, показали, что ГТД при работе создаёт шум недопустимо высокого уровня, из-за чего пришлось разрабатывать специальную систему глушения для грузовика. На двигателе установили впускной коллектор, облицованный звукопоглощающим материалом, кольцевой клиновидный глушитель, а также трубчатый глушитель с цилиндрическими каналами, облицованными звукопоглощающим материалом. Систему испытывали на специальном стенде в НАМИ, а также на Белорусском автозаводе. Шум по-прежнему превышал допустимый уровень и составлял 108—110 децибел. Слишком громкой оказалась работа генератора, редукторов, а также быстроходного вентилятора охлаждения маслорадиатора — все они не были закрыты звукопоглощающими кожухами. Систему шумоглушения пришлось переработать.

### Трансмиссия
Выводной вал ГТД соединялся с силовым трёхпоточным редуктором; к нему, в свою очередь, был подсоединён редуктор привода вспомогательных агрегатов: гидронасосов, компрессоров, генератора возбуждения, пылеотсосных вентиляторов и вентилятора охлаждения масла. Первоначально планировалось установить на грузовик генератор постоянного тока ГПА—750, который на тот момент находился в разработке. Однако он так и не был изготовлен, и самосвал оборудовали двумя генераторами переменного тока по 200 кВт каждый. Редуктор пришлось переделать под использование этих генераторов, однако их мощности не хватало для полноценной работы грузовика.